# Philippe Freyre
Philippe Freyre, dit Pierre, né le 27 septembre 1891 à Pontarlier (Doubs), et mort dans la même ville, le 26 décembre 1957, fut un agent de pénétration des services spéciaux français, durant la Seconde Guerre mondiale.

## Biographie

### Avant-guerre
Freyre a fait la Grande Guerre au 23e régiment d'infanterie coloniale. En 1937, il est représentant des savonneries Konrad de Dijon.
Par l'intermédiaire d'un camarade du 23e RIC, Freyre entre au 2e bureau EMA, Section SCR (Belfort) où il est supervisé par le capitaine Hugon, dit Hurel.
Ayant contacté l'ambassade allemande de Berne, Freyre est traité par un certain Charles Mercier, du poste Abwehr de Stuttgart.
Freyre remet à Hurel les questionnaires de l'Abwehr qui seront remplis par le 2e Bureau EMA avant d'être rendus par Freyre à ses traitants allemands. Freyre noue une multitude de contacts, en France, Suisse, Belgique, Allemagne.

### Drôle de guerre
Fort bien introduit dans la sphère de l'Abwehr de Stuttgart grâce à la qualité de ses résultats, Freyre est à l'origine du démantèlement de réseaux ennemis, en France et en Belgique.

### Occupation
Le poste Abwehr de Stuttgart se dédouble à Dijon. Freyre fait parvenir à Hurel des listes d'agents recrutés par Mercier et envoyés en zone libre par l'Abwehr de Dijon. À peine en zone libre, ces agents sont filés puis arrêtés par la Surveillance du Territoire.

### Arrestations
Signalé par Mercier, Freyre est arrêté le 21 janvier 1941. Emprisonné à Stuttgart, il résiste aux interrogatoires, soutenant que les arrestations de zone libre sont dues à la médiocrité du recrutement de Mercier. Relâché au bout d'un mois, il reprend sa mission. De nouveau arrêté le 24 mars 1943, il est mis à la prison de Dijon, puis transféré à Reims. Interrogé à quatre reprises, il est roué de coups. Le 18 janvier 1944, il est envoyé à Compiègne.

### Déportation
Freyre est déporté par le convoi parti de Compiègne le 22 janvier 1944, arrivé à Buchenwald le 25 janvier 1944. Transport au camp de Mauthausen, le 25 février 1944, puis au camp de concentration d'Ebensee, le 9 mars 1944. Retour au camp central de Mauthausen, le 13 septembre 1944. Malade, il est hospitalisé au Revier (infirmerie-mouroir). Le camp de Mauthausen est libéré le 5 mai 1945.

### Après-guerre
Freyre témoigne par écrit à l'instruction du procès des agents français du poste Abwehr de Dijon. Il rédige plusieurs cahiers de souvenirs dont certains (période du 20 janvier 1941 au 24 mars 1943) ont mystérieusement disparu. Une synthèse dactylographiée, établie par Maurice Lombard, correspondant départemental du Comité d'histoire de la deuxième guerre mondiale (CH2M), est conservée par les archives départementales de la Côte-d'Or (6 J 34).